# Постелнику, Тудор
Тудор Постелнику (рум. Tudor Postelnicu; 13 ноября 1931, коммуна Провица-де-Сус, Прахова — 12 августа 2017, Бухарест) — румынский государственный деятель, глава Секуритате в 1978—1987. Член Политисполкома ЦК РКП, министр внутренних дел в последнем правительстве режима Чаушеску. Активный участник политических репрессий. Дважды осуждён после Румынской революции.

## Происхождение
Родился в семье рабочего-нефтяника. Константин Постелнику, отец Тудора погиб при аварии на производстве. В 1943 Тудор Постелнику поступил учеником на металлургический завод в Морени, работал токарем.

## Комсомольско-партийная карьера
В 1945 вступил в румынский комсомол. Руководил заводским пунктом политической агитации. С 1953 Тудор Постелнику — член правящей Румынской компартии (РКП). В 1950—1964 делал комсомольскую карьеру, последовательно проходя секретарские должности от завода до ЦК. В 1967 окончил Академию Штефана Георгиу (подготовка партийных кадров). Защитил докторскую диссертацию в бухарестской Экономической академии.
В 1964—1969 — функционер орготдела ЦК РКП. В 1969—1971 — секретарь комитета РКП в Олте, в 1971—1978 — в Бузэу. Единственным, но заметным достижением Постелнику на этом посту считается постройка стадиона на 20 тысяч зрителей.
В 1977 Постелнику в качестве партийного функционера участвовал в подавлении шахтёрской забастовки в долине Жиу.
Кадровые инстанции РКП характеризовали Постелнику как функционера резкого и грубого, однако вполне исполнительного и достаточно эффективного. Знающие Постелнику люди отмечали черты жестокости в его характере, вплоть до склонности к рукоприкладству при гарантированной безнаказанности.

Интересы партии для него совпадали с собственной важностью… Но пришло время — и он предстал перед освободившимися от коммунизма румынами как ещё один раб Чаушеску.

Был награждён несколькими орденами СРР.

## Во главе репрессивного аппарата

### Начальник Секуритате
В марте 1978 Тудор Постелнику возглавил департамент госбезопасности МВД Секуритате. В ноябре 1979 Тудор Постелнику был кооптирован в ЦК РКП. Отличался жёсткой сталинистской идеологизированностью, характерной для правления Николае Чаушеску. Проводил политику репрессий и идеологических преследований.
Постелнику организовал арест диссидента Георге Урсу, погибшего от избиений в тюрьме Жилавы. Способствовал дискредитации диссидента-националиста Паула Гомы, представляя его для европейской общественности железногвардейским фашистом, а для румынской правой эмиграции — агентом Моссада. Принимал участие в финансировании ультралевой террористической структуры Карлоса Шакала.
Назначение Тудора Постелнику руководителем Секуритате были негативно воспринято многими функционерами госбезопасности. Прежде Постелнику не имел формально-служебного отношения к карательным органам, не имел воинского звания и воспринимался силовиками как «чужак из партаппарата». Его приход в Секуритате почти совпал по времени с побегом в США генерала румынской разведки Иона Михая Пачепы. Это событие подорвало имидж румынских спецслужб и персональные позиции Постелнику. Серьёзные сложности создавала для него служебная конкуренция с энергичным и амбициозным генералом Секуритате Николае Плешицэ. В итоге Постелнику добился отставки Плешицэ в 1984.

### «Операция «Автобус»
23 августа 1981 в Румынии произошёл крупный теракт, известный как «Операция "Автобус"». Ранее судимые Андрей Дрэгэнеску, Виорел Бутинку и бывший студент Эмиль Мунтян, захватили в Хунедоаре автобус с пассажирами-заложниками, выехали в направлении аэропорта Тимишоары и потребовали крупной денежной выплаты и вертолёта для вылета из Румынии. Антитеррористическая спецоперация была поручена Секуритате под командованием Тудора Постелнику. Бойцы госбезопасности вступили в перестрелку с террористами, трое пассажиров погибли, двенадцать были ранены. Николае Чаушеску распорядился ликвидировать террористов на месте. Этот приказ принял Постелнику и проконтролировал исполнение: Дрэгэнеску, Бутинку и Мунтян были схвачены, бессудно расстреляны и похоронены в безымянных могилах.

### Глава МВД
В 1984 Тудор Постелнику стал членом высшего органа партийно-государственной власти — Политисполкома ЦК РКП. 5 октября 1987 сменил Георге Хомоштяна на посту министра внутренних дел СРР в последнем румынском коммунистическом правительстве Константина Дэскэлеску.
В этом качестве Постелнику руководил подавлением рабочего бунта в Брашове. Министр лично допрашивал арестованного слесаря Мариуса Боэриу — с пистолетом в руке требовал назвать «тайных руководителей» восстания (в реальности не существовавших). Прибыв в Брашов, Постелнику вызвал судью Штефана Панэ в штаб-квартиру местной Секуритате и продиктовал обвинительные приговоры.
Постелнику активно участвовал в насаждении культа личности Николае Чаушеску. Наряду с Еленой Чаушеску, Ионом Динкэ, Маней Мэнеску, Эмилем Бобу, Эмилем Макри принадлежал к ближнему кругу диктатора, в котором принимались все основные решения. Осуществлял военно-охранное обслуживание Нику Чаушеску-младшего.Предоставил в распоряжение Чаушеску-младшего военную авиабазу, чем сильно поднял свой имидж в глазах правящего семейства. Тудор Постелнику находился с Чаушеску до самого бегства правящей четы из Бухареста в декабре 1989.
Обладал репутацией человека жёсткого и хмурого, сочетающего «приземлённое недоверие к добру, злое воображение и фанатичное мужество амбициозной покорности; на всё неизвестное и неприказанное он смотрел с подозрением, как на объект слежки». Характеризовался как олицетворение «пролетарско-чекистской гвардии, добившейся возвышения».

## Падение вместе с режимом

### Революция и арест
В дни Румынской революции Тудор Постелнику стоял на самой жёсткой позиции, выступая за силовые действия. Однако 17 декабря 1989 он подвергся выговору от Чаушеску за нерешительность при подавлении протестов в Тимишоаре. Постелнику участвовал в последнем заседании Политисполкома ЦК РКП, на котором было принято решение об открытии огня по демонстрантам. Отводя от себя гнев Чаушеску, Постелнику резко критиковал министра обороны Василе Милю за недостаточную решимость.
В ночь на 23 декабря Тудор Постелнику был арестован революционными властями. Наряду с четой Чаушеску, Динкэ, Мэнеску и Бобу он считался одним из главных виновников кровопролития.

### Суды и приговоры
В январе 1990 начался Процесс Политисполкома — суд над членами высшего руководства РКП. Производство в отношении Постелнику велось в рамках дела главных подсудимых — «группы 4». Постелнику, Динкэ, Бобу и Мэнеску обвинялись в геноциде; затем обвинение было переквалифицировано на убийства при отягчающих обстоятельствах. Им инкриминировалось соучастие в решении Чаушеску применить оружие против декабрьских революционных демонстраций и попытки силового подавления.
Наряду с другими подсудимыми, Постелнику признал себя виновным в поддержке преступных приказов Чаушеску, но отрицал, что являлся автором этих приказов. Постелнику признал также, что по приказу Елены Чаушеску организовывал тайную кремацию погибших в Тимишоаре. В отличие от Иона Динкэ, державшегося на процессе с достоинством, Тудор Постелнику униженно оправдывался, просил о снисхождении для себя как сына рабочего, называл Чаушеску предателем, напоминал о своём давнем знакомстве с «товарищем Илиеску». Военный судья Корнел Бэдойю впоследствии характеризовал Постелнику как «самого заплаканного» из четырёх подсудимых.
2 февраля 1990 Тудор Постелнику был приговорён к пожизненному заключению по обвинению в геноциде. В апреле 1993, после переквалификации обвинения, тюремный срок Постелнику сократился до 14, затем до 8 лет. Однако в 1994 Постелнику вновь предстал перед судом за внесудебную расправу при «Операции «Автобус». Был приговорён к 7 годам заключения.
В 1994 Постелнику был освобождён по состоянию здоровья. Вновь заключён — по второму делу — в январе 1998. Повторно освобождён на прежних основаниях в октябре 1999. После выхода из тюрьмы проживал в Бухаресте. Был известен попытками выкупить прежнее престижное жильё ниже рыночной цены. От публичных выступлений воздерживался, с прессой старался не общаться.

### Самокритичное высказывание
Тудор Постелнику прославился произнесённой на суде фразой Am fost un dobitoc! — «Я был тупым!» (другой вариант перевода обсценного выражения: «Я был быдлом!», существуют и иные) — которой пытался объяснить свои действия. Эти слова превратились в главное символическое наследие Постелнику.
Многие наблюдатели посчитали такую самооценку адекватной. Однако другие эксперты усомнились в ней. Многолетняя деятельность Постелнику на важных административных постах, в карательных органах, в высшем партийно-государственном руководстве свидетельствовала о многих качествах, но никак не о тупости.

## Семья
Тудор Постелнику был женат на школьной учительнице Марии Постелнику (урождённая Кристиан). Постелнику подчёркивал «классовую безупречность» брака — жена происходила из крестьянской бедноты. Некоторые сложности всё же были отмечены: одно время её дядя был связан с Национал-царанистской партией Юлиу Маниу, однако это не ставилось супругам в вину.
Тибериу Бика Постелнику — племянник Тудора Постелнику — крупный предприниматель, входит в список Forbes как один из самых богатых людей Румынии.

## Смерть
Скончался 85-летний Тудор Постелнику от болезни дыхательного аппарата в военном госпитале Бухареста.